# Butomopsis latifolia
Butomopsis es un género monotípico, su única especie es Butomopsis latifolia; pertenece a la familia Alismataceae anteriormente incluida en Limnocharitaceae. Es originario de las regiones tropicales de África, Asia y norte de Australia.

## Descripción
Es una planta acuática caducifolia con 	pecíolo de hasta 25 cm de largo, la lámina foliar de 3-11 × 1.5-3.5  cm; con la base cuneada, ápice acuminado. La inflorescencia en verticilos de 3-11 flores, rara vez hasta 20, con pedicelos de 6-11 cm de larga,  brácteas membranosas, triangular-lanceoladas, de hasta 1,5 x 0,5 cm; bractéolas de cerca de 6, membranosa, más pequeñas que las brácteas.  Pétalos de color blanco, muy delicado. Estambres con filamentos de 2 mm.

## Distribución y hábitat
Conocido en África oriental, también se produce desde el Senegal y Ghana al Sudán, también en la India y muy raro en las islas de Malasia y Australia.

## Taxonomía
Butomopsis latifolia  fue descrita por (D.Don) Kunth, y publicado en Enumeratio Plantarum Omnium Hucusque Cognitarum 3: 165. 1841.
Sinónimos
Butomopsis latifolia tiene los siguientes sinónimos:
- Butomus latifolius, D. Don (1825).
- Tenagocharis latifolia, D. Don Buchenau (1869).
- Butomus lanceolatus, Roxb. (1832).
- Butomopsis lanceolata, Roxb. Kunth (1841).
- Tenagocharis alismoides, Hochst. (1841).
- Tenagocharis cordofana, Hochst. (1841).
- Butomopsis cordofana, Hochst. Kunth ex Walp. (1849).
- Tenagocharis lanceolata, Roxb. Baill. (1892).